# Мёстлин, Михаэль
Михаэль Мёстлин (нем. Michael Mästlin, в части документов — Möstlin, 30 сентября 1550, Гёппинген — 20 октября 1631, Тюбинген) — немецкий астроном и математик, более всего известный как наставник астронома Иоганна Кеплера.

## Биография
Изучал богословие, математику и астрономию в Тюбингенской семинарии в Тюбингене, Вюртемберг. В 1571 году получил степень магистра и в 1576 году стал лютеранским диаконом в Бакнанге, продолжив там своё обучение.
В 1580 году он стал профессором математики — сначала в Гейдельбергском университете, затем в университете Тюбингена, где преподавал в течение 47 лет с 1583 года. В 1582 году Мёстлин написал работу, представляющую собой доступное введение в астрономию.
Хотя первоначально он в основном преподавал традиционную на то время геоцентрическую систему Птолемея, Мёстлин был одним из первых, кто принял и затем преподавал гелиоцентрическую систему Коперника. Среди его учеников был Иоганн Кеплер. Мёстлин часто переписывался с Кеплером и сыграл значительную роль в принятии им системы Коперника. Принятие идеи гелиоцентризма Галилео Галилеем было также связано с лекциями Мёстлина.
Первый известный расчёт золотого сечения в виде «примерно 0,6180340» был обнаружен в письме Мёстлина к Кеплеру, датированном 1597 годом.

## Память
В 1961 году Международный астрономический союз присвоил имя Михаэля Мёстлина кратеру на видимой стороне Луны.